# Guilty Gear Isuka
Guilty Gear Isuka (ギルティギア 鶍) est un jeu vidéo de combat développé par Arc System Works et édité par Sammy, sorti en 2003 sur borne d'arcade, Windows, PlayStation 2 et Xbox.

## Accueil
- Jeuxvideo.com : 13/20[1]